# Неделя до…
«Неделя до…» (англ. The Week Of) — американский комедийный фильм режиссёра Роберта Шмигеля. Фильм был выпущен во всём мире на Netflix 27 апреля 2018 года.

## Сюжет
За неделю до предстоящей свадьбы своих детей, конфликтующих отцов Кенни Лустиг (Адам Сэндлер) и Кирби Кордис (Крис Рок) сближает свадьба, они должны преодолеть ряд трудностей до большого дня, все спланировать и подготовить вместе.

## В ролях
| Актёр               | Роль            |
| ------------------- | --------------- |
| Адам Сэндлер        | Кенни Лустиг    |
| Крис Рок            | Кирби Кордис    |
| Рэйчел Дрэч         | Дебби           |
| Стив Бушеми         | Чарльз          |
| Эллисон Стронг      | Сара            |
| Скотт Коэн          | Рон Эллиман     |
| Мелани Николлз-Кинг | Катрина         |
| Ной Роббинс         | Ной             |
| Мори Гинсберг       | Джей            |
| Лиз Ларсен          | Джулия Кац      |
| Патриция Белчер     | Тельма          |
| Тедди Колука        | Доминик         |
| Роланд Бак          | Тайлер          |
| Гарри Пасторе       | Мэр Джон Бэрон  |
| Роб Морган          | Кузен Марвин    |
| Дэн Патрик          | тренер бейсбола |

## Съёмки фильма
Основные съёмки фильма начались в Лонг-Айленде, Нью-Йорк в июле 2017 года.